# Авъл Плавций (консул 1 пр.н.е.)
Вижте пояснителната страница за други личности с името Авъл Плавций.
Авъл Плавций (на латински: Aulus Plautius; * 44 г. пр.н.е.; † след 1 г. пр.н.е.) e римски политик на ранната Римска империя.

## Биография
Той е вероятно внук на Авъл Плавций (претор 51 пр.н.е.) и братовчед на Марк Плавций Силван (консул 2 пр.н.е.).
Авъл Плавций има с Вителия, далечна леля на император Вителий, двама сина и една дъщеря, Авъл Плавций (суфектконсул 29 г. и завоювател на Британия), Квинт Плавций (консул 36 г., баща на Плавций Латеран) и Плавция (съпруга на Публий Петроний и майка на Петрония, съпруга на император Вителий).
През 1 г. пр.н.е. Авъл Плавций e суфектконсул заедно с Авъл Цецина Север.